# Кахидзе, Вахтанг Джансугович
Вахтанг Джансугович Кахидзе (груз. ვახტანგ კახიძე; род. 23 марта 1959) — советский и грузинский дирижёр, пианист и композитор. Сын Джансуга Кахидзе.

## Биография
- 1959 — родился в Тбилиси в семье музыкантов.
- 1975 — окончил дирижёрско-хоровое отделение Тбилисского музыкального училища.
- 1981 — окончил композиторское отделение Московской консерватории, а через два года — аспирантуру. Среди педагогов, у которых занимался Кахидзе, были Эдисон Денисов, Николай Сидельников и другие крупные музыканты.
- 1989 — начал дирижёрскую деятельность.
- 1997 — дирижировал Тбилисским симфоническим оркестром на международном музыкальном фестивале «Осенний Тбилиси».
- 2002 — стал президентом и художественным руководителем Тбилисского культурно-музыкального центра им. Джансуга Кахидзе, а также главным дирижёром Тбилисского симфонического сркестра.
- 2003 — дирижировал юбилейным концертом, посвящённым 50-летию Юрия Башмета (большой зал Московской консерватории).

Вахтанг Кахидзе работает почти во всех музыкальных жанрах. Он широко известен своей музыкой для кино и театра, постоянно выступает как джазовый пианист со многими известными музыкантам и с собственной джаз-фолк группой «Aries». С Вахтангом Кахидзе творчески сотрудничают такие выдающиеся исполнители как Элисо Вирсаладзе, Юрий Башмет, Гидон Кремер, Виктор Третьяков, Наталия Гутман, Александр Князев, Мишель Легран, Ян Гарбарек и др.

## Призы и награды
- 1981 — первая премия конкурса молодых композиторов СССР
- 1997 — специальный приз Тбилисского муниципалитета «Весна» за особый вклад в искусство
- 2000 — высшая награда Республики Грузия – Орден Чести
- 2002 — приз, учреждённый газетой «Республика Грузия» — «Самый успешный деятель искусства года»
- 2003 — почётная премия Международной академии наук им. Альберта Швейцера
- 2018 — почётный гражданин Тбилиси
- 2021 — Государственная премия Грузии имени Шота Руставели[2]

## Музыка к фильмам
- 1989 — Бесаме
- 1992 — Кроткая
- 1994 — Колыбельная
- 2000 — Ковчег
- 2007 — Русский треугольник